# Fort Stanwix nationalmonument

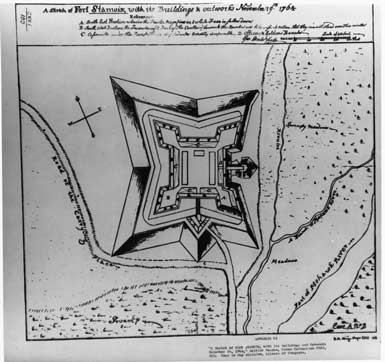
Planskiss över Fort Stanwix 1764.

Fort Stanwix nationalmonument ligger i delstaten New York i USA. Skansen byggdes för att skydda handelsvägen (Oneida Carrying Place) mellan Mohawk River och Wood Creek. Handelsvägen som sådan var aktiv långt innan européerna anlände.

## Historia

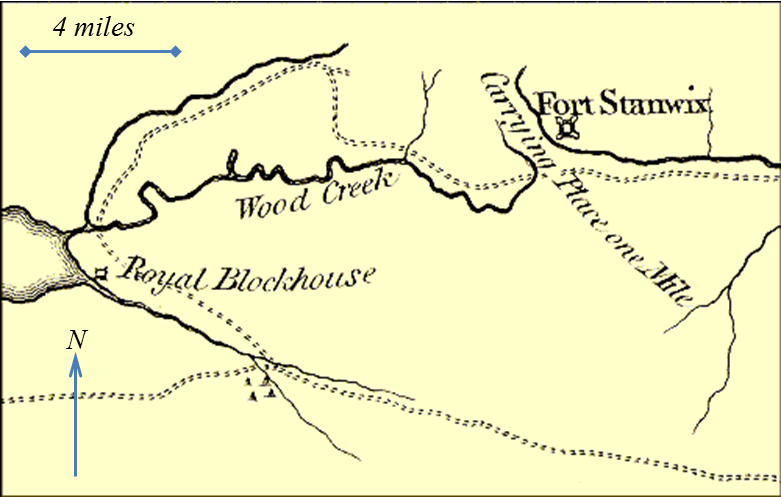
Karta som visar Fort Stanwix med det ed (Carrying Place), som gav platsen dess strategiska betydelse.

Under fransk-indianska kriget började den brittiska armén 1758 anlägga Fort Stanwix efter att deras andra fort som skulle skydda deras intressen längs handelsvägen blivit förstörda. Fördraget i Fort Stanwix 1768 slöts mellan Storbritannien och Irokesförbundet inom ramen för Covenant Chain. Efter kriget tömdes fortet på folk för att åter tas i bruk av Kontinentalarmén 1777 då den Amerikanska revolutionen började. Fortet belägrades och slaget vid Oriskany utkämpades 1777 i dess närhet. 